# Oroszlámos vasútállomás
Oroszlámos vasútállomás az egykori Szeged–Temesvár-vasútvonal állomása volt a vasútvonalon dél felé haladva Rábé megállóhely után. Oroszlámos község északkeleti csücskében fekszik, a településről Rábé felé vezető 302-es számú út mellett (Január 9-e utca / 9. Januara), a mai Szerbia területén. A vasútvonal 1857-es megnyitásakor helyezték üzembe, kétvágányos állomásként.
A trianoni határok 1920-ban Óbéba vasútállomás területén elvágták a vasútvonalat és magát az állomást is. A vonalon határátmenetben a forgalmat csak 1925-ben vették fel újra, de Óbéba nem lett határállomás, helyette magyar oldalon Szőreg vasútállomás, jugoszláv oldalon pedig Oroszlámos állomás lett a határállomás.
1945-től a vasútvonalon a határátmenetben megszűnt a forgalom és Oroszlámostól északra a magyar határig a pályát is elbontották, az állomás a Nagykikindától idáig vezető vasútvonal végállomása lett. Ezen a vonalszakaszon az 1960-as években szűnt meg a forgalom.

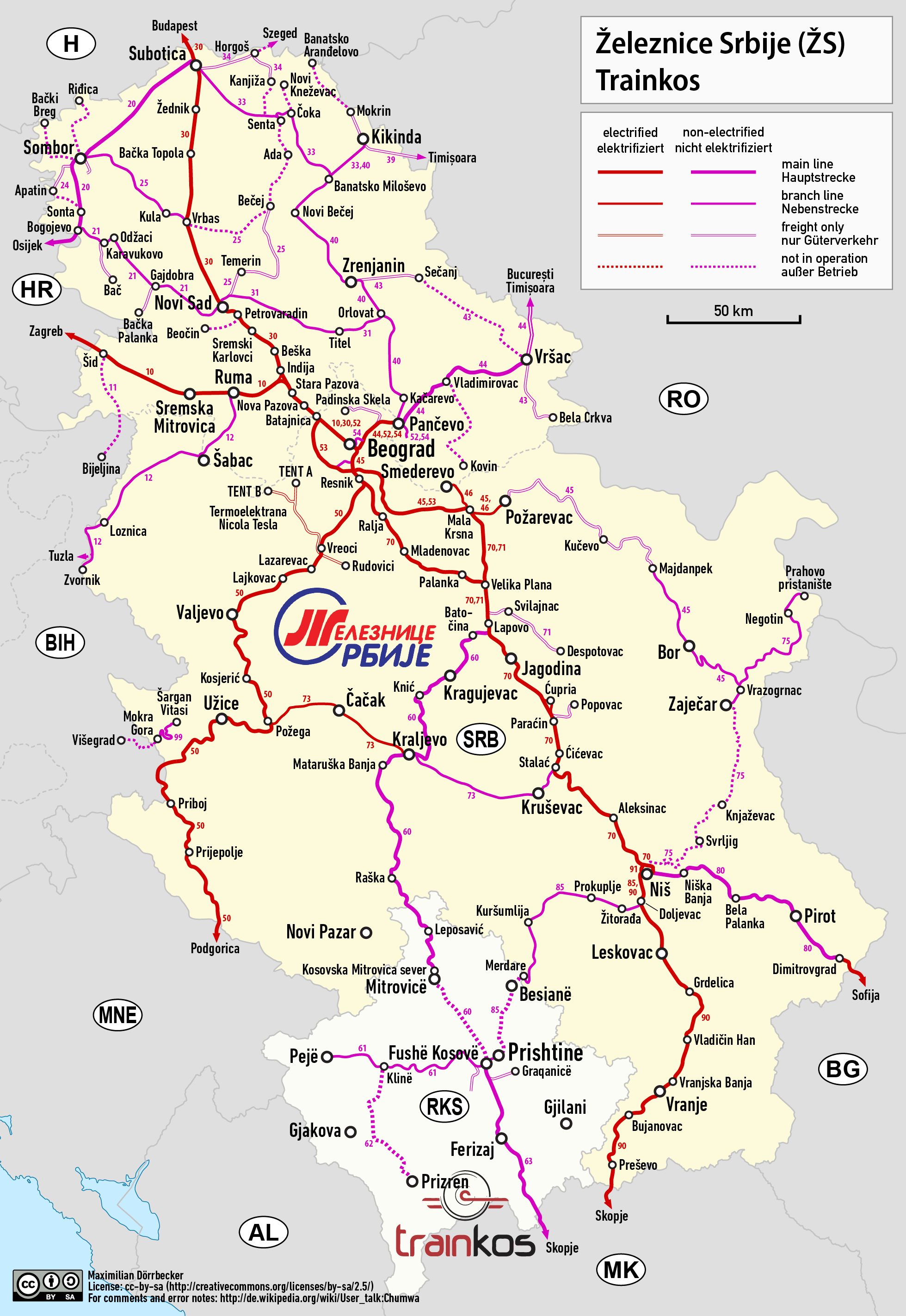
A Kikinda és Banatsko Aranđelovo (Nagykikinda és Oroszlámos) közti vasútvonal szünetelő vonalként Szerbia vasúti térképén.

A pálya ma is megvan Nagykikindáig, illetve az állomás területén, használaton kívül, gazzal benőve. Az állomásépület egy részét lakóházként használják, többi része lakatlan